# SB DJK Rosenheim
De Sportbund DJK Rosenheim is een Duitse omni-sportvereniging met 8 afdelingen uit de Beierse stad Rosenheim.
De voetbalafdeling bereikte in het jaar 1978 de Oberliga Bayern, maar kon het op dat niveau slechts één seizoen bolwerken. In 2011 werd de club kampioen van de Bayern Landesliga Süd en promoveerde zo weer. Een jaar later kwalificeerde de club zich voor beslissingswedstrijden voor de nieuwe Regionalliga Bayern, maar men overleefde de eerste ronde niet in een tweekamp met het tweede elftal van FC Augsburg. Hierdoor bleef de club actief op het 5e niveau in de Bayernliga (Süd). In 2015 degradeerde de club.